# Dora Marsden
Dora Marsden (Marsden, 5 marzo 1882 – Dumfries, 13 dicembre 1960) è stata un'attivista, giornalista, scrittrice femminista britannica, redattrice di giornali letterari d'avanguardia e autrice di scritti filosofici.
Lei stessa si definì una femminista egoista. Infatti, dopo l'iniziale adesione al movimento suffragista, propose una sua personale versione del femminismo, che si incarnava nel tipo della «donnalibera» (freewoman) e si ispirava ai principi di un individualismo radicale di matrice anarchica.

## Biografia
Nacque nel 1882 a Marsden, vicino a Huddersfield, Yorkshire, Gran Bretagna. Nel 1890 suo padre abbandonò la famiglia dopo  il fallimento economico della sua attività tessile. Iniziò a lavorare come tutrice all'età di tredici anni. All'età di diciotto anni frequentò l'Università di Manchester per tre anni ottenendo il diploma; dopo di allora lavorò a tempo pieno come insegnante per cinque anni. Mardsen aderì al movimento suffragista durante i suoi studi. Nel 1909 fu arrestata per la sua attività politica e successivamente s'impegnò a tempo pieno con l'Unione Politica e Sociale delle Donne (Women's Social and Political Union), che lasciò nel 1911 dopo essere entrata in conflitto con le principali leader del movimento (le sorelle Emmeline e Christabel Pankhurst).
Marsden e le sue amiche criticavano il modo in cui le Pankhurst prendevano decisioni senza consultare gli altri membri del movimento e l'influenza che aveva sull'organizzazione un piccolo gruppo di donne benestanti, come Emmeline Pethick-Lawrence.
Nel 1907, la Mardsen, insieme a Teresa Billington-Greig, Elizabeth How-Martyn, Margaret Nevinson e Charlotte Despard e altri settanta membri del WSPU fondarono la Women's Freedom League (Lega per la Libertà delle Donne).
Nel 1911 Dora Marsden e Mary Gawthorpe fondarono il giornale femminista, The Freewoman. Il giornale causò uno scandalo per gli argomenti trattati (amore libero e incoraggiamento alle donne di non sposarsi). Il giornale includeva anche articoli che inneggiavano ad una gestione comune dei bambini e della casa.
Gawthorpe subì gravi lesioni interne dopo essere stata picchiata dalle forze dell'ordine ad un meeting. Fu  incarcerata diverse volte e l'alternanza di fame e nutrimento forzato ne minarono la salute. Nel maggio 1912 smise di lavorare alla rivista The Freewoman.
Marsden, dal suo canto, continuò a lavorare alla rivista ma i fondi finanziari vennero tolti una volta che fu bandita da W.H.Smith con l'accusa di immoralità. Harriet Weaver diede un supporto finanziarIo e il giornale fu ripubblicato con il nome The New Freewoman.
Rebecca West si impegnò nella pubblicazione della rivista che nel 1914 fu rinominata The Egoist (nome suggerito da Ezra Pound).
Nel 1914 Marsden si dimise dalla redazione della rivista per concentrarsi sulla scrittura di libri.  Tuttavia, The Definition of the Godhead, non è comparso prima del 1928. Fu seguito da Mysteries of Christianity nel 1930.
La maggior parte dei libri prodotti dalla Mardsen non sono stati accolti sufficientemente bene nemmeno dai suoi collaboratori. Questo le provocò una depressione nel 1930 che fu aumentata dalla morte della madre nel 1935. In definitiva spese gli ultimi 25 anni della sua vita a casa, per questa malattia psicologica, in Dumfries, Scozia.
Dora Marsden muore per un attacco cardiaco nel 1960.

## Opere
- The Freewoman , 1 volume (novembre 1911 - ottobre 1912)
- The New Freewoman, 1 volume (giugno 1913 - dicembre 1913)
- The Egoist, periodico in 6 volumi (gennaio 1914 - dicembre 1919)

### Traduzioni italiane
- Dora Marsden, La donnalibera - The freewoman, Liguori, 2003. ISBN 9788820736163.